# Consiglieri agli Stati della 1ª legislatura della Confederazione Svizzera
Questo elenco riporta i nomi dei Consiglieri agli Stati della 1ª legislatura della Confederazione Svizzera.

## Composizione a inizio legislatura
| Consigliere                   | Cantone            | Orientamento politico |
| ----------------------------- | ------------------ | --------------------- |
| Johann Jakob Blumer           | Glarona            | Liberale              |
| François Briatte              | Vaud               | Liberale              |
| Johann Rudolf Brosi           | Grigioni           | Liberale              |
| Joseph Maria Bünter           | Nidvaldo           | Conservatore          |
| Josef Burki                   | Soletta            | Liberale              |
| Antoine Carteret              | Ginevra            | Liberale              |
| André Castella                | Friburgo           | Liberale              |
| Josef Fidel Christen          | Uri                | Conservatore          |
| Giuseppe Curti                | Ticino             | Liberale              |
| Henri Ducrey                  | Vallese            | Liberale              |
| Karl Hektor Ehrmann           | Sciaffusa          | Liberale              |
| Josef Anton Fässler           | Appenzello Interno | Conservatore          |
| James Fazy                    | Ginevra            | Conservatore          |
| Jonas Furrer                  | Zurigo             | Liberale              |
| Anton Philipp Ganzoni         | Grigioni           | Liberale              |
| Hyacinthe Grillet             | Vallese            | Liberale              |
| Stephan Gutzwiller            | Basilea Campagna   | Liberale              |
| Zacharias Gysel               | Sciaffusa          | Liberale              |
| Johann Imfeld                 | Obvaldo            | Conservatore          |
| Charles Louis Jeanrenaud      | Neuchâtel          | Liberale              |
| Ferdinand Kaiser              | Zugo               | Liberale              |
| Johann Karl Kappeler          | Turgovia           | Indipendente          |
| Gustav Adolf Keiser           | Zugo               | Liberale              |
| Augustin Keller               | Argovia            | Liberale              |
| Kaspar Krieg                  | Svitto             | Conservatore          |
| Ludwig Plazid Meyer           | Lucerna            | Liberale              |
| Paul Migy                     | Berna              | Liberale              |
| Jost Muheim                   | Uri                | Conservatore          |
| Josef Munzinger               | Soletta            | Liberale              |
| Wilhelm Matthias Näff         | San Gallo          | Liberale              |
| Jost Josef Nager              | Lucerna            | Liberale              |
| Niklaus Niggeler              | Berna              | Liberale              |
| Johann Konrad Oertli          | Appenzello Esterno | Liberale              |
| Jean-Joseph Page              | Friburgo           | Liberale              |
| Gonzalve Petitpierre          | Neuchâtel          | Liberale              |
| Bernardo Pfiffer              | Ticino             | Liberale              |
| Johann Jakob Rüttimann        | Zurigo             | Liberale              |
| S. Friedrich Siegfried        | Argovia            | Liberale              |
| Johann Jakob Stehlin          | Basilea Città      | Liberale              |
| Georg Peter Friedrich Steiger | San Gallo          | Liberale              |
| Heinrich Trümpy               | Glarona            | Liberale              |
| Karl von Schorno              | Svitto             | Conservatore          |
| Johann Baptist von Streng     | Turgovia           | Liberale              |
| Louis Wenger                  | Vaud               | Liberale              |

## Modifiche intervenute nella composizione del Consiglio agli Stati
| Uscente                       | Subentrante                | Cantone            | Causa                          | Data uscita       | Data insediamento |
| ----------------------------- | -------------------------- | ------------------ | ------------------------------ | ----------------- | ----------------- |
| Jonas Furrer                  | Johann-Kaspar Ammann       | Zurigo             | Elezione al Consiglio federale | 16 novembre 1848  | 16 aprile 1849    |
| Wilhelm Matthias Naeff        | Arnold Otto Aepli          | San Gallo          | Elezione al Consiglio federale | 16 novembre 1848  | 16 aprile 1849    |
| Josef Munzinger               | Simon Lack                 | Soletta            | Elezione al Consiglio federale | 16 novembre 1848  | 16 aprile 1849    |
| Augustin Keller               | Karl Blattner              | Argovia            |                                | 1º dicembre 1848  | 16 aprile 1849    |
| Ludwig Plazid Meyer           | Josef Meyer                | Lucerna            |                                | 1º dicembre 1848  | 16 aprile 1849    |
| Samuel Friedrich Siegfried    | Placid Weissenbach         | Argovia            |                                | 1º febbraio 1849  | 16 aprile 1849    |
| Louis Wenger                  | Emmanuel-David Bourgeois   | Vaud               |                                | 1º marzo 1849     | 1º maggio 1849    |
| James Fazy                    | Jean-Henri Duchosal        | Ginevra            |                                | 1º aprile 1849    | 16 aprile 1849    |
| Johann Imfeld                 | Nicolaus Hermann           | Obvaldo            |                                | 1º aprile 1849    | 1º maggio 1849    |
| Johann Konrad Oertli          | Johann Jakob               | Appenzello Esterno |                                | 1º aprile 1849    | 16 aprile 1849    |
| Heinrich Trümpy               | Joseph Weber               | Glarona            |                                | 1º maggio 1849    | 1º maggio 1849    |
| Karl Hektor Ehrmann           | Johann Heinrich Ammann     | Sciaffusa          |                                | 1º giugno 1849    | 12 novembre 1849  |
| Johann-Kaspar Ammann          | Johann Heinrich Pestalozzi | Zurigo             |                                | 1º agosto 1849    | 1º agosto 1849    |
| Kaspar Krieg                  | Franz Anton Oetiker        | Svitto             |                                | 1º settembre 1849 | 12 novembre 1849  |
| Johann Jakob                  | Johannes Roth              | Appenzello Esterno |                                | 1º ottobre 1849   | 12 novembre 1849  |
| Bernardo Pfiffer              | Domenico Pedrazzi          | Ticino             |                                | 1º ottobre 1849   | 12 novembre 1849  |
| Arnold Otto Aepli             | Jakob Ulrich Ritter        | San Gallo          |                                | 1º novembre 1849  | 12 novembre 1849  |
| Karl Blattner                 | Bernhard Friedrich Fischer | Argovia            |                                | 1º novembre 1849  | 12 novembre 1849  |
| Antoine Carteret              | Abraham Louis Tourte       | Ginevra            |                                | 1º novembre 1849  | 12 novembre 1849  |
| Johann Rudolf Brosi           | Giuseppe a Marca           | Grigioni           |                                | 1º dicembre 1849  | 1º dicembre 1849  |
| Josef Meyer                   | Johann Baptist Sidler      | Lucerna            |                                | 1º dicembre 1849  | 5 aprile 1850     |
| Jost Josef Nager              | Josef Schumacher-Uttenberg | Lucerna            |                                | 1º dicembre 1849  | 5 aprile 1850     |
| André Castella                | Julien de Schaller         | Friburgo           |                                | 1º marzo 1850     | 5 aprile 1850     |
| Josef Anton Fässler           | Johann Baptist Dähler      | Appenzello Interno |                                | 1º marzo 1850     | 5 aprile 1850     |
| Giuseppe Curti                | Natale Vicari              | Ticino             |                                | 1º maggio 1850    | 1º luglio 1850    |
| Niklaus Niggeler              | Eduard Eugen Blösch        | Appenzello Esterno |                                | 1º maggio 1850    | 1º giugno 1850    |
| Johann Baptist von Streng     | Johann Keller              | Turgovia           |                                | 1º maggio 1850    | 1º luglio 1850    |
| Jean-Henri Duchosal           | Philippe Camperio          | Ginevra            |                                | 1º giugno 1850    | 1º luglio 1850    |
| Henri Ducrey                  | Charles-Louis de Rivaz     | Vallese            |                                | 1º giugno 1850    | 1º luglio 1850    |
| Hyacinthe Grillet             | Joseph Rion                | Vallese            |                                | 1º giugno 1850    | 1º luglio 1850    |
| Zacharias Gysel               | Hieronymus Murbach         | Sciaffusa          |                                | 1º giugno 1850    | 1º luglio 1850    |
| Jost Muheim                   | Josef Arnold               | Uri                |                                | 1º giugno 1850    | 1º giugno 1850    |
| Jakob Ulrich Ritter           | Felix Helbling             | San Gallo          |                                | 1º giugno 1850    | 1º luglio 1850    |
| Georg Peter Friedrich Steiger | Arnold Otto Aepli          | San Gallo          |                                | 1º giugno 1850    | 1º luglio 1850    |
| Ferdinand Kaiser              | Martin-Anton Keiser        | Zugo               |                                | 1º luglio 1850    | 4 novembre 1850   |
| Franz Anton Oetiker           | Kaspar Krieg               | Svitto             |                                | 1º luglio 1850    | 4 novembre 1850   |
| Gustav Adolf Keiser           | Johann Uhr                 | Zugo               |                                | 1º novembre 1850  | 4 novembre 1850   |
| Domenico Pedrazzi             | Domenico Galli             | Ticino             |                                | 1º dicembre 1850  | 7 luglio 1851     |
| Joseph Maria Bünter           | Ferdinand Jann             | Nidvaldo           |                                | 1º aprile 1851    | 7 luglio 1851     |
| Arnold Otto Aepli             | Basil Ferdinand Curti      | San Gallo          |                                | 1º giugno 1851    | 7 luglio 1851     |
| Bernhard Friedrich Fischer    | Johann Haberstich          | Argovia            |                                | 1º giugno 1851    | 7 luglio 1851     |
| Felix Helbling                | Josef Felix Marin Würth    | San Gallo          |                                | 1º giugno 1851    | 7 luglio 1851     |
| Natale Vicari                 | Giovan Battista Ramelli    | Ticino             |                                | 1º giugno 1851    | 7 luglio 1851     |
| Giuseppe a Marca              | Ludwig Anton Vieli         | Grigioni           |                                | 1º luglio 1851    | 7 luglio 1851     |
| Johann Keller                 | Jakob Albrecht             | Turgovia           |                                | 1º luglio 1851    | 1º dicembre 1851  |
| Eduard Häberlin               | Jakob Albrecht             | Turgovia           |                                | 1º agosto 1851    | 1º dicembre 1851  |
| Philippe Camperio             | Jean-Henri Duchosal        | Ginevra            |                                | 1º ottobre 1851   | 1º dicembre 1851  |
| Domenico Galli                | Domenico Pedrazzi          | Ticino             |                                | 1º ottobre 1851   | 1º dicembre 1851  |
| Abraham Louis Tourte          | James Fazy                 | Ginevra            |                                | 1º ottobre 1851   | 1º dicembre 1851  |